# 1985 a vasúti közlekedésben
Ez a szócikk a 1985-ben történt vasúti eseményeket mutatja be.

## Események a világban
- Március - Átadták a Tóhoku Sinkanszen vonalat Ómija és Ueno állomások között, Tokió közelében.

## Események Magyarországon
- Október 10. - Elkészült a Dombóvár–Godisa-vonal villamosítása.[1]